# Đập Tucuruí
Đập Tucuruí (tiếng Bồ Đào Nha: Tucuruí) là một đập trọng lực bê tông trên sông Tocantins, quận Tucuruí,  bang Pará, Brazil. Mục đích chính của đập là  sản xuất thủy điện và điều tiết nước. Đây là dự án thủy điện quy mô lớn đầu tiên trong rừng nhiệt đới Amazon của Brazil. Công suất lắp đặt của nhà máy 25 tổ máy là 8.370 mêgawatt (11.220.000 hp). Việc xây dựng giai đoạn I bắt đầu vào năm 1980 và kết thúc vào năm 1984 trong khi giai đoạn II bắt đầu vào năm 1998 và kết thúc vào năm 2010. Con đập được giới thiệu trong bộ phim năm 1985 The Emerald Forest.
Phần chính của đập Tucurui cao 78 m và dài 6,9 km. Phần các đê đất Mojú và Caraipé làm gia tăng tổng chiều dài 12.515 m. Đập Tucurui cung cấp điện tới 13 triệu người và 60% lượng điện phục vụ trong các ngành công nghiệp, tạo ra khoảng 2.000 công ăn việc làm. Nhưng việc xây dựng đập cũng thu hút một số lượng lớn người di cư đến khu vực này dẫn đến nạn phá rừng và nhiều tác động tiêu cực khác

## Hồ chứa
Hồ chứa do đập có dung tích 45km3.